# Lennart Gripenberg
Alexander Leonhard "Lennart" Gripenberg, född 15 september 1852 i Uleåborg, död 14 september 1933 i Helsingfors, var en finländsk ämbetsman och politiker.
Gripenberg genomgick Finska kadettkåren och artilleriakademin i Sankt Petersburg och tjänstgjorde därefter som lärare i kadettskolan. Han tog 1879 avsked från militären som överstelöjtnant och blev 1886 intendent i industristyrelsen, 1896 överdirektör i Överstyrelsen för väg- och vattenbyggnaderna och samma år senator och chef för handels- och industriexpeditionen. Han var ledare för Bröderna Åströms fabriker i Uleåborg 1900–1903 och 1905, för Tammerfors bomullsmanufaktur 1908–1909 och ägnade sig därefter huvudsakligen åt skriftställarskap. 
Gripenberg, som hade en liberal åskådning, vägrade att bidra till promulgationen av februarimanifestet, tvingades avgå 1900 och utvisades av Nikolaj Bobrikov 1903. Efter storstrejken 1905 tillhörde han Leo Mechelins senat 1905–1907 som chef för kommunikationsexpeditionen. Han deltog i Finlands lantdags arbete från 1882 som en av adelns och ridderskapets mest bemärkta ledamöter och utgav under den länge gåtfulla signaturen Nemo uppmärksammade flygblad med maning till moderation i språkstriden och försvar av Finlands konstitutionella rättigheter. Han utgav bland annat  några industrihistoriska arbeten, memoarverket Ur mina levnadsminnen (1922) och Anteckningar om släkten Gripenberg (1927). 

## Utmärkelser
- Sankt Stanislausorden, andra klassen,  1890[2]
- Sankt Annas orden, andra klass,  1893[2]
- Sankt Vladimirs orden, tredje klass,  1897[2]

[Redigera Wikidata]